# Röblingen am See
Röblingen am See este o comună în Saxonia-Anhalt, Germania